# Округ Кембел (Кентаки)
Округ Кембел (енгл. Campbell County) је округ у америчкој савезној држави Кентаки.

## Демографија
По попису из 2010. године број становника је 90.336, што је 1.72 (1,9%) становника више него 2000. године.
| Група             | 2000.          | 2010.          |
| Белци             | 85.145 (96,1%) | 84.406 (93,4%) |
| Афроамериканци    | 1.394 (1,6%)   | 2.290 (2,5%)   |
| Азијати           | 475 (0,5%)     | 753 (0,8%)     |
| Хиспаноамериканци | 765 (0,9%)     | 1.495 (1,7%)   |
| Укупно            | 88.616         | 90.336         |